# Nasielna
Nasielna – struga, lewy dopływ Wkry o długości 23,69 km i powierzchni dorzecza 93,4 km². Płynie przez Nizinę Północnomazowiecką, w województwie mazowieckim.
Rzeka wypływa w pobliżu miejscowości Skoroszki w Gminie Winnica, a do Wkry uchodzi na południowy zachód od Cieksyna. Miejscowości położone nad Nasielną:
- Nasielsk,
- Stare Pieścirogi,
- Cieksyn.